# Probatio diabolica
Probatio diabolica (Latijn: "duivelsbewijs", "diabolisch bewijs") is een situatie waarin het voor een partij in een geschil (of discussie) onmogelijk is een bewijs te leveren.
Wanneer de oplossing van een kwestie van een partij het leveren van een onmogelijk bewijs lijkt te vereisen, behoort de bewijslast te worden omgedraaid ten behoeve van de partij die daarmee geconfronteerd wordt. Dit geldt bij een logisch dilemma, waarbij een gebrek aan bewijs het tegengesteld standpunt niet weerlegt. 
Vaak betreft het de verlangde levering van een onmogelijk bewijs, dat enig feit niet geschied of een bewering of mededeling niet geuit zou zijn.